# Paranagnia aethiopica
Paranagnia aethiopica är en insektsart som beskrevs av Melichar 1912. Paranagnia aethiopica ingår i släktet Paranagnia och familjen Dictyopharidae. Inga underarter finns listade i Catalogue of Life.